# Tony Gumová
Tony Gumová (nepřechýleně Tony Gum; * 1995) je jihoafrická fotografka. Gumová se narodila v obci Uitenhage v Kapském Městě v provincii Západní Kapsko. Svou fotografickou kariéru začala zveřejňováním selfie na Instagramu; toto amatérské úsilí se rychle vyvinulo v profesionální uměleckou kariéru. V roce 2017 jí byla udělena cena Miami Beach Pulse Prize.